# エルナニ・ジョゼ・オリヴェイラ・サントス・ボルジェス
エルナニ（Hernâni）こと、エルナニ・ジョゼ・オリヴェイラ・サントス・ボルジェス（Hernâni José Oliveira Santos Borges 、1981年8月27日 - ）は、カーボベルデとポルトガルのサッカー選手。元カーボベルデ代表。ポジションは、フォワード。

## 代表歴
2006年から2008年にかけてカーボベルデ代表として出場した。